# Лепер, Анук
Анук Лепер (фр. Anouck Lepère; род. 15 февраля 1979 или 13 февраля 1979, Антверпен) — бельгийская топ-модель.

## Биография
Родилась в Антверпене в 1979 году, с детства ходила в школу моделей, при этом изначально не связывала свою судьбу с модельной деятельностью, ставя пред собой задачу — научиться себя подавать.
Высшее архитектурное образование начала получать в Антверпене. Во время обучения в её круге общения были студенты, связанные с индустрией моды, именно благодаря им в 2000 году она впервые отправилась на один из показов в Париж в качестве начинающей модели. В Париже она довольно быстро попала в поле зрения модельного агентства IMG Models, которое сразу же подписало с ней контракт, и приняла участие в показе Chanel.
Вскоре после этого она получила предложение поехать работать в Нью-Йорк. Новая работа вынудила модель приостановить получение высшего образования. Вскоре после переезда в США Анук обрела мировую популярность, став одной из самых востребованных моделей мира в 2001—2002 годах.
За очень короткое время она появилась на обложках в большинстве ведущих мировых модных журналов, таких как Vogue, Elle и Numéro.
В различное время принимала участие в следующих показах: Alessandro Dell’Acqua, Alexander McQueen, Antonio Berardi, Balenciaga, Max Azria, Calvin Klein, Carolina Herrera, Celine, Chanel, Chloé, Christian Dior, Christian Lacroix, Costume National, Diane von Furstenberg, Dolce & Gabbana, Donna Karan, Dries van Noten, Emmanuel Ungaro, Fendi, Givenchy, Hugo Boss, Hussein Chalayan, Imitation of Christ, John Galliano, Katayone Adeli, Lawrence Steele, Luella, Martine Sitbon, Michael Kors, Missoni, Miu Miu, Moschino, Narciso Rodriguez, Olivier Theyskens, Prada, Ralph Lauren, Roberto Cavalli, Strenesse, Yohji Yamamoto и других.
К началу 2010-х годов значительно сократила количество выходов на подиум, продолжая сотрудничество лишь с модными домами Stella McCartney, John Galliano, Prada и некоторыми другими. Закончила дефилировать на подиуме в 2012 году. В 2020 году снялась для обложки Vogue Украина.